# Piper auritum
Espèce
Classification phylogénétique
Piper auritum, le Poivre mexicain (synonyme Piper sanctum) est une espèce de plantes à fleurs de la famille des Piperaceae. Cette plante aromatique originaire de Mésoamérique tropicale a pour nom espagnol hoja santa qui signifie « feuille sacrée ». On l'appelle aussi « feuille de Sainte-Marie » car une légende mexicaine dit que la Vierge Marie changea la couche de l'enfant Jésus sur un buisson de cette plante, d'où son nom. Elle est connue comme yerba santa,, hierba santa, Mexican pepperleaf, root beer plant, et sacred pepper.

## Culture
La plante demande un sol en permanence humide, acide ou neutre, exposition soleil ou à mi-ombre. Elle émet des grandes tiges — jusqu’à 2 mètres — portant des feuilles cordiformes tomenteuses qui peuvent atteindre 30 centimètres de diamètre. La partie aérienne gèle à 0 °C. Les racines supportent -10 °C (rusticté USDA 8a), elles émettent de nouvelles tiges avec les beaux jours. On la reproduit par division de la motte. En climat favorable, elle peut être envahissante.

## Utilisation
Le parfum complexe de la feuille de Piper auritum n'est pas facile à décrire; elle a été comparée à l'eucalyptus,, au réglisse, au sassafras,, anis,, à la noix de muscade, la menthe, à l'estragon et au poivre noir. L'odeur est plus intense dans les jeunes tiges et les nervures.
Elle est souvent utilisée dans la cuisine mexicaine pour les tamales, pour le poisson ou la viande enveloppée dans des feuilles parfumées, et c'est un ingrédient essentiel du mole verde, sauce verte originaire du Oaxaca La plante est aussi hachée pour aromatiser les soupes et les œufs. Dans le centre du Mexique, elle est utilisée pour aromatiser des boissons chocolatées. Dans le Mexique méridional, une liqueur verte appelé Verdín est élaboré à partir de hoja santa. La fromagère américaine Paula Lambert a inventé un fromage de chèvre enveloppé dans des feuilles de hoja santa et imprégné avec son arôme,. Même si elle est généralement employée fraîche, une forme sèche est aussi utilisée, bien que le séchage enlève beaucoup de son arôme et fait que les feuilles sont trop cassantes pour être utilisées en papillote.

## Toxicité
D'après une publication datée de 1984  l'huile essentielle de la feuille  est riche en safrole dont il a été démontré qu'il migre dans les aliments en cas d'utilisation comme papillote , et en élémicine. Certains auteurs en ont induit une toxicité qui n'a jamais été démontrée ni chez l'homme ni chez l'animal. En médecine traditionnelle mexicaine l'infusion de piper auritum est utilisée comme tranquillisant et comme apéritif. Il est prudent de ne pas consommer ce condiment de façon régulière et sans excès.